# Kilpisjärvi
Kilpisjärvi je nejsevernější vesnice obce a správní oblasti Enontekiö. Nachází se na hranicích s Norskem a Švédskem, v severozápadním cípu Finska, u silnice spojující Finsko s norským zálivem Skibotn.
Silnice skrz Kilpisjärvi je známa jako Cesta čtyř větrů po vydání knihy Neljän tuulen tie od Yrjö Kokko v roce 1947. Byla odpradávna důležitým spojením nejsevernějších oblastí Skandinávie s Botnickým zálivem. Po cestě do vesnice se projíždí přes nejvyšším místo finské silniční sítě (Muotkatakka, 566 m n. m.). Prvním stálým obydlím byla chata Sillastupa z počátku 20. století. Ve vesnici se nachází škola pro pár desítek dětí, velké informační centrum, celnice, kancelář finského Lesnického institutu (Metsäntutkimuslaitos) a biologická stanice Univerzity v Helsinkách, služby a ubytovací kapacity pro turisty. Elektřina sem byla zavedena až v roce 1981. Souvislá sněhová pokrývka se kolem Kilpisjärvi drží až do května a na okolních kopcí leží sněhová pole často i po celý rok.

## Turistika a ochrana přírody

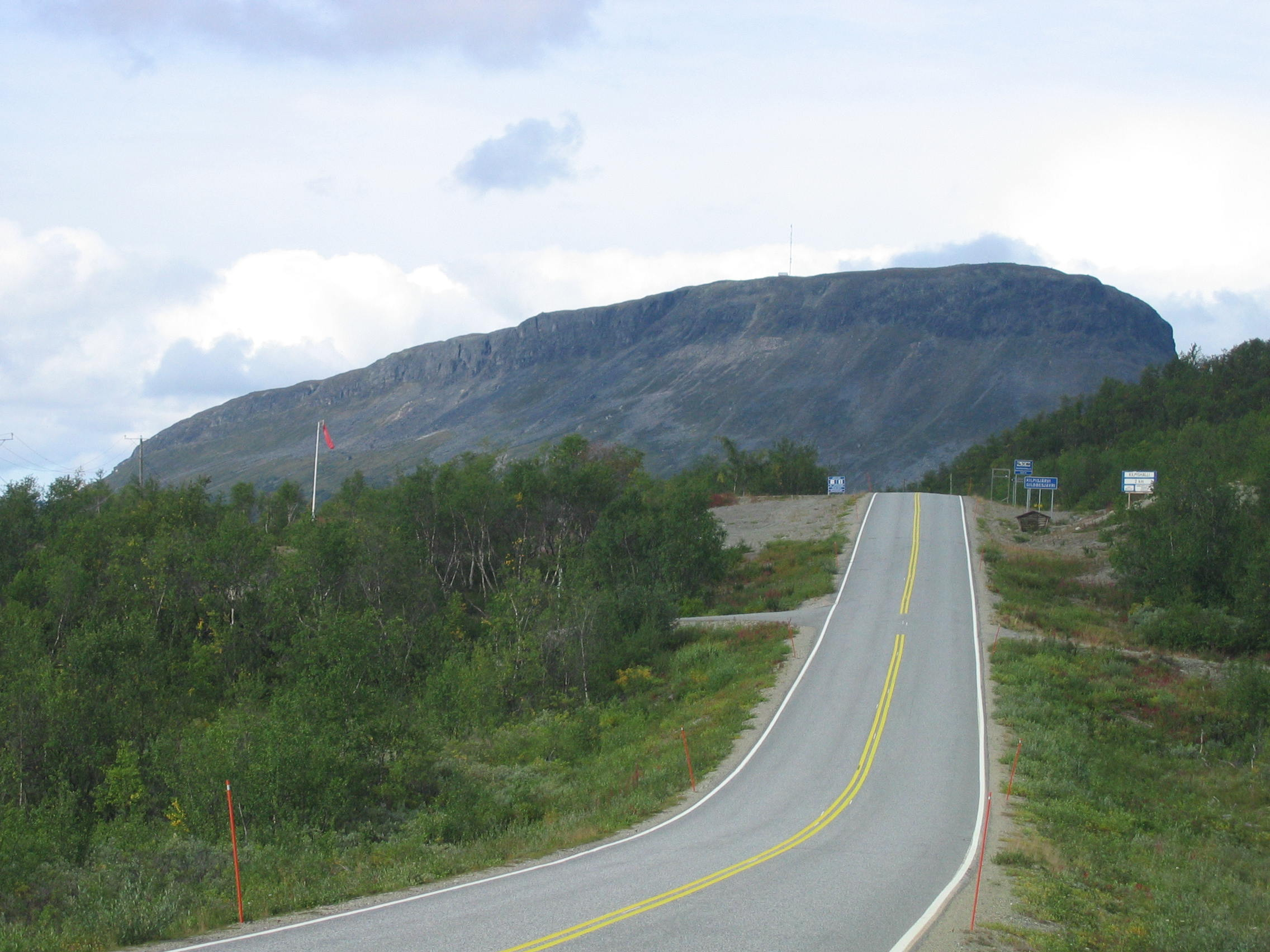
Silnice E8 do Kilpisjärvi a hora Saana

V těsné blízkosti, severozápadně nad vesnicí, se tyčí přístupná hora Saana (1029 m n. m.), posvátná hora Sámů, na které byl ovšem postaven vysílač.
Kilpisjärvi slouží jako východisko turistických cest na nejvyšší finská hora Halti, která leží 50 km severně od Kilpisjärvi.
Vzhledem k poloze spojené s nadmořskou výškou se často i v létě jedná o velmi chladné území.
Západním směrem od Kilpisjärvi se až k trojmezí Finska, Švédska a Norska rozprostírá nejstarší chráněná oblast ve Finsku – Iso Malla. Toto území je velmi hornaté, protkané potoky a vodopády.